# 2008年北京オリンピックの自転車競技・男子ポイントレース
2008年北京オリンピックの自転車競技・男子ポイントレース（2008ねんペキンオリンピックのじてんしゃきょうぎ・だんしポイントレース）は、2008年8月16日、老山自転車館（老山ベロドローム）で行われた。
中盤に連続してラップ奪取に成功したスペインのホアン・リャネラスが、2000年のシドニーオリンピック以来、2度目の当種目制覇を果たした。また飯島誠が、日本人選手として当種目初となる、8位入賞を果たした。

## 結果
| Rank | 選手名                                            | スプリント ポイント | ラップ 奪取数 | 合計 ポイント |
| ---- | ------------------------------------------------- | ------------------- | ------------- | ------------- |
| 1    | ホアン・リャネラス スペイン (ESP)                 | 20                  | 2             | 60            |
| 1    | ロゲル・クルーゲ ドイツ (GER)                     | 18                  | 2             | 58            |
| 1    | クリス・ニュートン イギリス (GBR)                 | 16                  | 2             | 56            |
| 4    | キャメロン・マイヤー オーストラリア (AUS)         | 16                  | 1             | 36            |
| 5    | ヴァシル・キリエンカ ベラルーシ (BLR)             | 14                  | 1             | 34            |
| 6    | ダニエル・クロイツフェルト デンマーク (DEN)       | 9                   | 1             | 29            |
| 7    | ザッカリー・ベル カナダ (CAN)                     | 7                   | 1             | 27            |
| 8    | 飯島誠 日本 (JPN)                                 | 3                   | 1             | 23            |
| 9    | ミラン・カドレツ チェコ (CZE)                     |                     | 1             | 20            |
| 10   | グレッグ・ヘンダーソン ニュージーランド (NZL)     | 13                  |               | 13            |
| 11   | ラファウ・ラタイチィク ポーランド (POL)           | 10                  |               | 10            |
| 12   | イルヨ・カイセ ベルギー (BEL)                     | 8                   |               | 8             |
| 13   | アンヘロ・チッコーネ イタリア (ITA)               | 8                   |               | 8             |
| 14   | ヴォロディミル・リビン ウクライナ (UKR)           | 8                   |               | 8             |
| 15   | ワン・カンポ 香港 (HKG)                           | 5                   |               | 5             |
| 16   | ミルトン・ウィナンツ ウルグアイ (URU)             | 5                   |               | 5             |
| 17   | ミハイル・イグナティエフ ロシア (RUS)             | 4                   |               | 4             |
| 18   | フアン・エステバン・クルチェト アルゼンチン (ARG) | 1                   |               | 1             |
| 19   | マルコ・アリアガダ チリ (CHI)                     | 1                   |               | 1             |
| 20   | ペーター・スヘプ オランダ (NED)                   |                     |               | 0             |
| 21   | クリストフ・リブロン フランス (FRA)               | 3                   | -1            | -17           |
| 22   | ボビー・リー アメリカ合衆国 (USA)                 |                     | +1, -2        | -20, DNF      |
| 23   | 憑俊凱 チャイニーズタイペイ (TPE)                 |                     | -1            | -20, DNF      |

(注)
- 『スプリントポイント』は、5周回に1回設けられ、当該所定箇所における通過順位が4位までの選手に付与される。内訳は、1位＝5、2位＝3、3位＝2、4位＝1。
- 『ラップ奪取』とは、他選手を周回遅れにすること。ラップに成功すれば、1ラップ＝20ポイントが付与され、逆にラップを奪われた選手は、1ラップ＝－20ポイントとなる。
- 最終確定順位は、上記のスプリントポイントとラップ奪取数の合計ポイントによる。
- DNF＝途中棄権。